# 襄陽國際機場
襄陽國際機場（：／ Yangyang Gukje Gonghang */?）是位於韓國北部江原道襄陽郡的小型國際機場，靠近朝鮮東海（日本海）沿岸。2006年，51,547人次旅客使用本機場。過去雪嶽山國家公園的國際旅客經常利用本機場，然而隨著雪嶽山的陸路交通改善，襄陽機場的使用率開始降低。現已無任何商業航班營運。

## 介紹
襄陽機場原址在1961年建成一小型軍用跑道，其後一直到1986年配合韓國政府的大天空計畫才正式決定將軍用跑道改建為民用航空站。襄陽機場自1994年開始設計，直到2002年四月正式開幕通航，鄰近的江陵機場及束草機場關閉並回歸軍方使用，所有民航航線全數轉移至襄陽。襄陽機場完工之初氣勢磅礡，是當時韓國的面積、容量第四大機場，僅次於仁川、金浦及金海。開航之初有大韓航空及韓亞航空提供飛往首爾的服務及中國東方航空的上海航線。
由於啟用之初即面臨國際旅遊業受SARS衝擊而不振的危機，襄陽機場的使用率一直不如預期。2008年底，襄陽國際機場正式關閉，直到2010年才再度開放，提供襄陽至釜山的定期航班。然而載客率依舊不佳，2010年全年僅8900人進出機場。2011年7月，韓國成功爭取韓國2018年平昌冬季奧運的舉辦權，預計距離比賽會場最近的襄陽國際機場將隨著冬季奧運的到來而再起。同年8月起，台灣復興航空公司來自台北的定期國際包機正式開始提供服務，每週一班來往韓國襄陽和台灣台北，冬季增班至每週四班。同時，為了迎接台北航線，現代集團下的現代免稅店在襄陽機場開始提供服務。
本機場有不定期航班前往中国大陆、日本及台灣與部分韓國國內的班次。過去更曾有韓亞航空飛往朝鲜民主主义人民共和国的包機航線。中國東方航空及上海航空曾開辦定期國際航線，惟已在2004年撤出。國內線濟州航空、大韓航空也曾經使用本機場。目前經營國內線的是東亞航空及韩国快运航空，東亞航空原提供飛往蔚山及釜山的服務，然而載客率始終沒有起色，兩航線的飛航服務時常無預警終止。而韩国快运航空則自2012年5月開始首爾、釜山及光州的飛航服務。兩家航空公司皆採用19人座小型飛機飛航。
2011年襄陽國際機場全年度飛航72架次的班機，近四成來自於飛往台北航線的貢獻。全年利用人次約為5,700人，雖有台北航線提供客源，但總利用人次仍較2010年再下滑約35%。
2013年下半年，中國大陸吉祥航空開航上海航線，成為襄陽機場開場以來第一條國際定期航線。而自2013年12月第一週起，韓國低成本航空真航空宣布啟動「大中國包機計劃」，將以2年的時間以襄陽機場為中心飛航中國境內28座城市。並同時開航金浦－襄陽航線。
2018年2月，韓國於平昌主辦2018年冬季奧運，鄰近主辦城市的襄陽機場成為觀光客的主要目的地。
2023年9月1日，隨著最後一間營運襄陽機場的嗨航空(Hi Air)因財務狀況不佳宣布結束營運，襄陽國際機場再次無任何商業航班營運。

## 規模
- 航站設計最大年旅運人次：國際110萬人次、國內207萬人次 （國際航線計畫通航地區：中國大陸、日本、朝鮮民主主義人民共和國、菲律賓、俄羅斯、台灣、泰國）
- 機場等級：CAT I（最低降落能見度550公尺）
- 跑道：一條跑道，長2500公尺，寬45公尺
- 停機坪面積：45,250平方公尺

## 歷史
- 1961年，機場跑道建成，由韓國空軍管理。
- 1986年8月，提出國際機場改建計畫。
- 2001年12月，襄陽國際機場完工。
- 2002年
  - 4月2日，襄陽國際機場正式開幕，同時束草機場及江陵機場關閉。
  - 11月18日，韓亞航空首爾－襄陽航線停航。
- 2004年7月1日，大韓航空首爾-襄陽航線停航。
- 2008年6月9日，大韓航空釜山－襄陽航線停航，機場關閉。
- 2009年11月，機場重新開放。
- 2011年8月，復興航空的台北－襄陽航線開航，現代免稅店開幕。
- 2012年
  - 3月，復興航空的台北－襄陽航線停航，當時預計冬季再行飛航。
  - 5月，韓國快運航空開航，並以此機場為樞紐機場。
- 2013年
  - 10月，吉祥航空上海航線開航。
  - 12月6日，真航空中國包機計畫啟動、開航襄陽－首爾航線。
- 2019年11月22日，江原航空開航，並以此機場為樞紐機場。
- 2022年10月30日，江原航空開航襄陽－東京/成田航線，每周四班。
- 2023年5月8日，江原航空宣布暫停國際航線。[2]
  - 5月20日，江原航空宣布破產，該公司亦為襄陽國際機場當時唯一有營運定期航班的航空公司，之後襄陽國際機場暫時無任何商業航班營運。
  - 8月9日，嗨航空(Hi Air)開航金浦－襄陽航線，此為襄陽國際機場自今年5月後第一次再有航班營運。
  - 8月17日，可依航空開航清洲－襄陽之不定期航線，並於8月27日後停航。
  - 9月1日，嗨航空因財務狀況不佳宣布結束營運，襄陽國際機場再次無任何商業航班營運。

## 外部連結
- 襄陽國際機場（页面存档备份，存于）（英文）（日語）（简体中文）